# Chiesa di Santa Maria a Castagnolo
La chiesa di Santa Maria a Castagnolo si trova nel comune di Lastra a Signa.

## Storia e descrizione
Uno stemma sulla facciata ricorda l'antico patronato degli Albizi, probabili committenti del trittico, oggi conservato nel Museo d'arte sacra di San Martino a Gangalandi, raffigurante la "Madonna Assunta che dà la cintola a San Tommaso tra santi", opera di Bicci di Lorenzo intorno al 1430.
Nella vicina Via Madonna della Tosse, si trova un tabernacolo settecentesco costruito intorno ad un affresco della fine del Trecento, raffigurante la "Madonna con il Bambino e santi".
La cappella fu spostata qui negli anni trenta del XX secolo, ma in origine si trovava al Ponte di Stagno.